# Шпек, Роман Васильевич
Рома́н Васи́льевич Шпек (укр. Роман Васильович Шпек; род. 10 ноября 1954, Брошнев-Осада, Станиславская область) — украинский государственный деятель и дипломат.
Народный депутат Украины II созыва (1994—1997). Имеет ранг Чрезвычайного и полномочного посла (2002). Член Совета НБУ (2010—2015).
С октября 2019 года председатель наблюдательного совета Альфа-Банка Украина.

## Биография
Родился в селе Брошнев-Осада. Окончил с отличием Львовский лесотехнический институт (1976, учился с 1971) по специальности инженера-технолога; Международный институт менеджмента (МІМ-Київ) со степенью МДА по международной экономике (диплом с отличием, 1991), стажировался в Делавэрском университете.
- В 1976—1978 годах — инженер-технолог, начальник подразделения лесокомбината «Осмолода» в Ивано-Франковской области.
- В 1978—1985 годах — с 1978 года — главный инженер, с 1981 года — директор Верховинского лесного комбината в Ивано-Франковской области, Украина.
- В 1985—1989 годах — директор Ворохтинского лесокомбината Ивано-Франковской области.
- В 1989—1992 годах — заместитель председателя Государственного комитета Украины по деревообрабатывающей промышленности.
- В апреле — октябре 1992 год — Министр Кабинета министров Украины по вопросам разгосударствления собственности и демонополизации производства.
- В 1992—1993 годах — первый заместитель министра экономики Украины.
- С сентября 1993 по июнь 1995 год — Министр экономики Украины.
- Народный депутат Украины II созыва (11 мая 1994 — 12 мая 1998, одномандатник от Ивано-Франковской области)[1].
- В 1995—1996 годах — Вице-премьер-министр Украины по экономическим вопросам.
- В 1996—2000 годах — председатель Национального агентства по реконструкции и развитию (с 1998 года — Национальное агентство по вопросам развития и европейской интеграции).
- В 2000—2008 годах — Посол, глава постоянного представительства Украины при Европейском союзе[3].

В январе 2008 года оставил государственную службу, став вице-президентом ЗАО «Альфа-Банк» (Украина). В 2010 году вошёл в состав комитета по экономическим реформам Украины.
16 апреля 2010 года назначен членом Совета НБУ. Чтобы не совмещать работу в Совете НБУ с операционной деятельностью в коммерческом банке, с октября 2010 года он стал старшим советником АО «Альфа-Банк».
27 января 2014 года возглавил Совет Независимой ассоциации банков Украины (НАБУ).
С октября 2017 года был избран председателем наблюдательного совета ПАО «Укрсоцбанк», позже — АО «Укрсоцбанк».
Осенью 2019 года завершилось слияние Укрсоцбанка и Альфа-Банка, поэтому 15 октября 2019 года Роман Шпек вошёл в набсовет Альфа-Банка и возглавил его.

## Семья
Женат, в семье двое детей. По состоянию на 2011 год сын Юрий (род. 1983) работал в компании Glencore в Лондоне, дочь Наталия (род. 1982) — в консалтинговой компании.

## Награды
- Орден «За заслуги» III степени (10 ноября 2004 года)[10]
- Командор ордена Великого князя Литовского Гядиминаса (4 ноября 1998 года, Литва)[11].